# Martin Comploi
Martin Comploi (* 8. Oktober 1975 in Kitzbühel) ist ein österreichischer Radrennfahrer.
Martin Comploi konnte 2003 zwei Etappen bei der Tour de Taiwan für sich entscheiden. Im folgenden Jahr gewann er ein Teilstück der Steiermark-Rundfahrt. Im Jahr 2005 wurde er Etappendritter bei der Steiermark-Rundfahrt. Bei der Ronde van Drenthe belegte er 2007 den 18. Rang und beim Grand Prix Herning wurde er Zehnter.

## Erfolge
2003
- zwei Etappen Tour de Taiwan

2004
- eine Etappe Steiermark-Rundfahrt

## Teams
- 2005 Elk Haus-Simplon
- 2006 Elk Haus-Simplon
- 2007 Elk Haus-Simplon
- 2008 Union Raiffeisen Radteam Tirol
- 2009 Union Raiffeisen Radteam Tirol
- 2010 Union Raiffeisen Radteam Tirol
- 2011 Union Raiffeisen Radteam Tirol